# Lorenzo Colombo (racerförare)
Lorenzo Colombo, född den 13 september 2000 i Legnano är en italiensk racerförare.